# Doznání (film)
Doznání (francouzsky L'Aveu) je francouzsko-italský film z roku 1970 natočený podle stejnojmenné knihy českého komunisty Artura Londona, jednoho z obviněných v procesu se Slánským. Režíroval jej Costa Gavras a hlavní role v něm hrají Yves Montand a jeho manželka Simone Signoretová. Film se snaží popsat totalitní atmosféru v Československu a je kritikou totality a stalinismu.

## Děj
Film se odehrává v Praze a jeho hlavní hrdina je náměstkem na ministerstvu zahraničních věcí. Uvědomuje si, že je sledován, a posléze je zatčen. Ve vězení je různě týrán (například odpíráním spánku) až se ho podaří donutit přiznat se k činům, kterých se nedopustil.